# 萬虞龍
萬虞龍（1522年—？），字言卿，號西原，江西南昌府南昌縣人，民籍，明朝政治人物。

## 生平
江西鄉試第八十二名舉人。嘉靖二十九年（1550年）中式庚戌科會試第十五名，三甲第二百零三名進士。三十一年任浙江长兴县知县，升兵部主事，累升吏部文选司郎中，四十一年三月升太常寺少卿、提督四夷馆，六月被御史鄭洛弹劾与大理寺卿万采、刑部右侍郎鄢懋卿朋比、奸赃、不职，降虞龙为四川按察司佥事。

## 家族
曾祖萬韞華；祖父萬鍾秀，壽官；父萬開禮，州判官。前母熊氏；母林氏。具庆下。兄萬虞佐。